# 아쥐
아쥐(중국어 정체자: 阿矩, 병음: Ājû, 1988년 8월 15일 ~ )는 대만 드럼 연주자이며, 전 그룹 사자LION의 일원이다.